# Wolkensteinerberg
Der Wolkensteinerberg, umgangssprachlich Wolkenstein genannt, ist eine 608 m ü. M. hohe Erhebung in den Gemeindegebieten von Hemishofen und Stein am Rhein im oberen, östlichen Teil des Schweizer Kantons Schaffhausen. Er ist ein Westausläufer des im Grenzgebiet zu Deutschland gelegenen Höhenzugs Schiener Berg, der – in seinem deutschen Teil – maximal 715,6 m ü. NHN hoch ist.

## Geographie

### Lage
Der Wolkensteinerberg erhebt sich östlich von Hemishofen und nördlich bis nordwestlich von Stein am Rhein, die sich beide am Hochrhein befinden. Die Landschaft fällt in Richtung Südosten nach Öhningen ab, und in Richtung Nordosten leitet sie über den Ölberg (625 m) nach Schienen über, die sich beide jenseits der Grenze in Deutschland befinden.

### Naturräumliche Zuordnung
Der Wolkensteinerberg gehört in der naturräumlichen Haupteinheitengruppe Voralpines Hügel- und Moorland (Nr. 03), in der Haupteinheit Nördliches Bodensee- und Hegau-Becken (030/031) und in der Untereinheit Südwesthegauer Bergland (030/031.1) zum Naturraum Schienerberg (mit Höri-Uferland) (030/031.13).

## Burgen
Auf einem Felssporn des Wolkensteinerbergs wurde im 12. Jahrhundert die Burg Wolkenstein erbaut, von der nur noch der Burgstall vorhanden ist. 2,1 km südöstlich davon steht die Burg Hohenklingen.

## Wolkensteiner Gedicht
Auf der Ehemaligen Burgstelle steht das Gedicht "Am Wolkestoo" von Jakob Brütsch.

### Am Wolkestoo
Am Wolkeschtoo.
tönd d Wolken aaschtoh.

Wänd si drüber dure choo.
mönd si öppis schpringe loo.

Hönd si dänn gnueg rängle ggloo,
isch ene iri Schwääri gnoo.

Guetwätterwölkli
liicht und läär
nämeds friili nid so schwäär,
hoch ziehned si über de Wolkeschtoo
und lönd en schtoh.